# Centre de càlcul

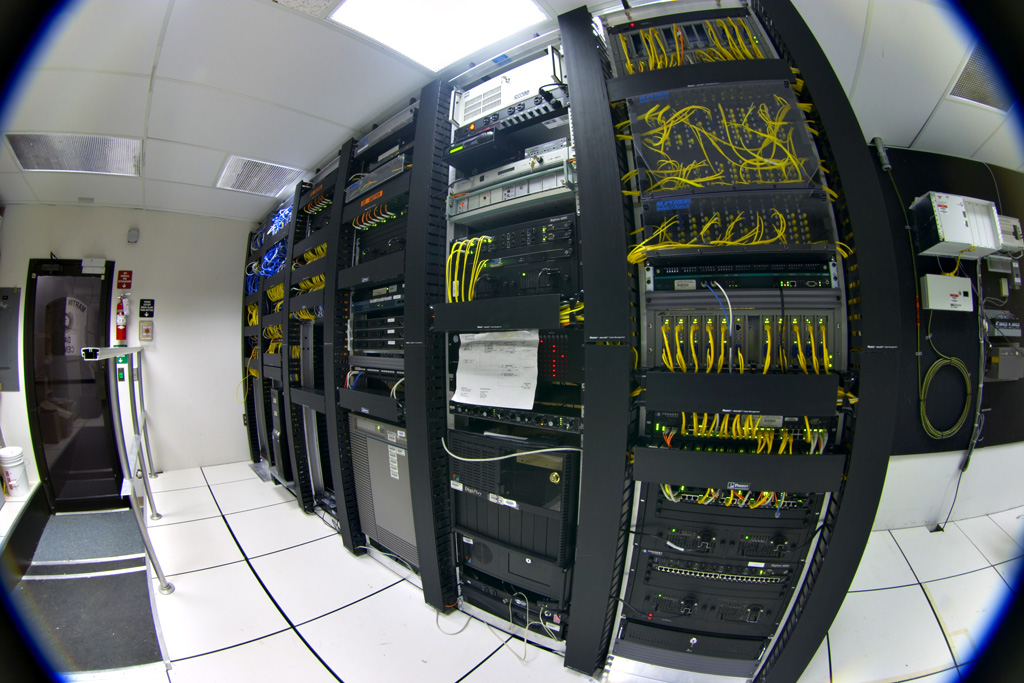
Equipament de comunicacions en un CPD.

Un centre de càlcul  o centre de dades, (en anglès: Data center  o Computer centre) és una instal·lació que es fa servir per allotjar sistemes informàtics i els components associats, com són les telecomunicacions i sistemes d'emmagatzematge i on es concentren els recursos necessaris per al processament de la informació d'una organització.
En general, inclou fonts d'alimentació redundants o de còpia de seguretat, connexions redundants de comunicacions de dades, controls ambientals (per exemple, aire condicionat, extinció d'incendis) i dispositius de seguretat.

## Història
Els centres de dades tenen les seves arrels en les enormes sales d'informàtica de les primeres edats de la indústria de la computació. Els primers sistemes informàtics eren complexos d'operar i mantenir, i cal un ambient especial en el qual treballa. Eren necessaris molts cables per connectar tots els components i els mètodes per acomodar i organitzar aquests van ser concebuts com a estàndard. Es requeria molta energia elèctrica i els equips s'havien de refredar pel seu sobreescalfament. La seguretat era important - els ordinadors eren cars i s'utilitzaven sovint per a finalitats militars -. També en aquella època es van dissenyar les pautes bàsiques per controlar l'accés a la sala d'informàtica.
Durant l'auge de la indústria dels microordinadors, i especialment durant la dècada de 1980, els grans ordinadors van començar a ser desplegats a tot arreu, en molts casos amb poca o cap atenció sobre els requisits de funcionament. No obstant això, a mesura que la tecnologia de la informació (TI) va començar a créixer en complexitat, les empreses va començar a ser conscients de la necessitat de controlar els recursos de TI. Amb l'arribada del model client-servidor en els ordinadors, durant la dècada de 1990, els microordinadors (ara anomenats "servidors") van començar a trobar el seu lloc a les antigues aules d'informàtica. La disponibilitat d'equip de xarxa de baix cost junt amb els nous estàndards per a la xarxa de cablejat estructurat, va fer possible l'ús d'un disseny jeràrquic que posava els servidors en una sala específica dins de l'empresa. L'ús del terme "centre de dades", tal com s'aplica a les sales de computació especialment dissenyats, va començar a guanyar reconeixement en aquell moment.
Amb un augment en la captació del núvol informàtic (cloud computing) les organitzacions, empresarials i governamentals estan examinant els centres de dades perquè tinguin un grau superior en àrees com la seguretat, la disponibilitat, l'impacte ambiental i el compliment de les normes estàndards professionals com les de Telecommunications Industry Association

## Requeriments per als centres de càlcul moderns

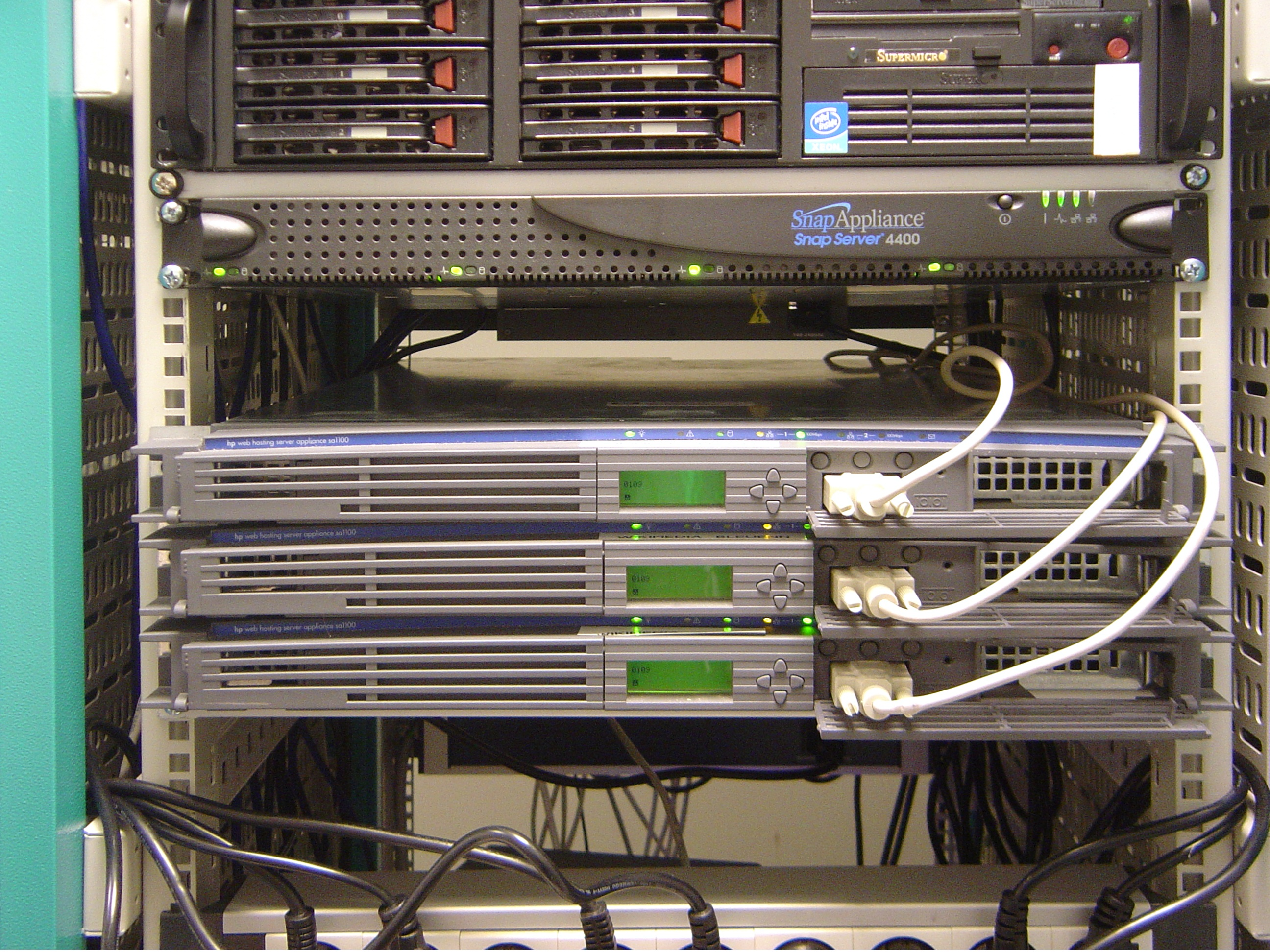
Servidors amb racks

Les operacions de Tecnologia de la informació són un aspecte crucial de la majoria de les operacions organitzatives. Una de les principals preocupacions és "la continuïtat del negoci", les empreses depenen dels seus sistemes d'informació per executar les seves operacions. Si un sistema no està disponible, les operacions de l'empresa es poden veure afectada o aturades completament. Cal una infraestructura fiable per a les operacions d'IT, per tal de reduir al mínim qualsevol possibilitat d'interrupció. La seguretat de la informació és també una preocupació, i per això un centre de càlcul ha d'oferir un entorn segur, que minimitzi les possibilitats d'un error de seguretat. Un centre de dades per tant, ha de mantenir alts estàndards per assegurar la integritat i funcionalitat de l'entorn informàtic que allotja. Això s'aconsegueix a través, per exemple, amb la redundància dels dos cables de fibra òptica i energia, que inclou la generació d'energia elèctrica d'emergència de còpia de seguretat.

## Nivells de centres de càlcul
L'Associació de la Indústria de Telecomunicacions és una associació comercial acreditada per l'ANSI (American National Standards Institute). El 2005 va publicar la norma ANSI/TIA-942. Aquesta norma descriu els requisits per a la infraestructura dels centres de càlcul. El més simple és un centre de càlcul de Tier 1, que és bàsicament una sala de servidors seguint les directrius bàsiques per a la instal·lació de sistemes informàtics. El nivell més estricte és un centre de càlcul de Tier 4, que està dissenyat per albergar els sistemes informàtics amb objectius crítics, amb subsistemes totalment redundants i zones de seguretat controlades per mètodes d'accés amb controls biomètrics. Una altra consideració per aquest nivell és la col·locació del centre de càlcul sota terra, per seguretat de les dades, així com consideracions ambientals, com ara la refrigeració.
Independentment a aquesta classificació, l'Uptime Institute va fer una altra classificació segons la disponibilitat e implementació dels centres de càlcul en quatre nivells. Aquests nivells engloben des del Tier I, el qual és un centre de càlcul bàsic sense redundància i susceptible a qualsevol tipus de fallada, fins al Tier IV, el qual és un centre de càlcul totalment tolerant i resistent a fallades. Els nivells amb més detalls són els següents:
| Nivell | Requisits |
| ------ | --- |
| 1      | - Sense components redundants en la distribució elèctrica i refrigeració - El servei es pot interrompre per activitats planejades o no planejades - Pot o no pot tenir terra elevat o SAIs - 3 mesos de temps mitjà d'implementació - 99,671% de disponibilitat (28,8 hores d'inactivitat anual) |
| 2      | - Sobrepassa els requisits del nivell 1 - Parcialment redundant - Menys susceptible a interrupcions per activitats planejades o no planejades - Té terra elevat i SAIs - De 3 a 6 mesos de temps mitjà d'implementació - Connectats a una única línia de distribució elèctrica i refrigeració - 99,741% de disponibilitat (22,7 hores d'inactivitat anual) |
| 3      | - Sobrepassa els requisits del nivell 2 - Components redundants (N+1) - Es poden efectuar activitats planejades sense generar interrupcions, però activitats no planejades si poden generar-les - Més d'una via de distribució elèctrica tant per infraestructura, servidors i refrigeració, però únicament una activa - Pot funcionar fins a 72 hores sense alimentació, gràcies al SAI - De 15 a 20 mesos de temps mitjà d'implementació - 99,982% de disponibilitat (94,6 minuts d'inactivitat anual)     |
| 4      | - Sobrepassa els requisits del nivell 3 - Totalment redundant (2N+1) - Es poden efectuar activitats planejades sense generar interrupcions i també és capaç d'aguantar més d'un event no planificat - Més d'una via de distribució elèctrica tant per infraestructura, servidors i refrigeració, però únicament una activa - Pot funcionar fins a 96 hores sense alimentació, gràcies al SAI - De 15 a 20 mesos de temps mitjà d'implementació - 99,995% de disponibilitat (26,3 minuts d'inactivitat anual) |